# Są Gorsi
Są Gorsi – polska grupa muzyczna z nurtu poezji śpiewanej, której liderem był Mariusz Kozioł. Powstała w Oleśnie i działała w latach 2001–2006.

## Historia
Zespół powstał w 2001 roku w Miejskim Domu Kultury w Oleśnie z inicjatywy Mariusza Kozioła (śpiew; równolegle lider rockowej formacji Graj Stasiek, a także aktor gliwickiego Teatru A oraz lektor radiowy i telewizyjny), gdy wokalistka Karolina Sklorz potrzebowała zespołu akompaniującego na Zimową Giełdę Piosenki Studenckiej, która odbyła się w lutym 2002 r. w Opolu. Skład Są Gorszych współtworzyli także: Tomasz Grajcar (gitara akustyczna), Agnieszka Biniek (skrzypce, śpiew), Marta Żołędź (skrzypce), Arkadiusz Suchara (gitara basowa) i Michał Maliński (perkusja). Z grupą występowali gościnnie lub grali w zastępstwie także: Agnieszka Obst (skrzypce), Miłosz Wośko (instrumenty klawiszowe) i Kacper Popek (perkusja). Kompozytorami utworów byli Grajcar i Kozioł. Na repertuar grupy złożyły się wiersze ks. Jana Twardowskiego (pełnił rolę przywódcy duchowego i konsultanta zespołu) oraz kompozycje o rozbudowanej formie, łączące kilka gatunków muzycznych i będące nośnikiem jego poezji – muzycy sporadycznie korzystali również z tekstów innych autorów. Zespół wielokrotnie występował w oleskim MDK, w restauracji hotelu Aleksandra, klubie Grota i zdobył liczne nagrody na festiwalach piosenki studenckiej i poezji śpiewanej. Pierwszą tego typu imprezą był Ogólnopolski Turniej Recytatorski i Poezji Śpiewanej im. Skamandrytów w Połczynie Zdroju, gdzie zajął I miejsce. W jury zasiadali m.in. Alicja Majewska i Włodzimierz Korcz. Do ważniejszych osiągnięć grupy należy zdobycie II miejsca na Festiwalu Twórczości Studenckiej w Katowicach, gdyż zespół w ramach nagrody miał możliwość dokonania nagrań oraz został zaproszony do występu w katowickim Spodku, który odbył się podczas ogólnopolskiego dyktanda. W 2003 roku Są Gorsi w studiu Lemańskiego w Będzinie nagrali i wyprodukowali płytę demo z piosenkami Spotkania, Kiedy mówisz, Boże, Będzie. W lipcu tego samego roku, wspólnie z aktorem Teatru Polskiego w Bydgoszczy Adamem Łoniewskim grupa stworzyła montaż muzyczno-teatralny pt. Tak będzie, czyli codzienność rzeczy martwych. Premiera odbyła się 26 lipca 2003 r. przy pełnej widowni. Kompozycja zespołu pt. Kiedy mówisz znalazła się na składankowej płycie pt. Mandarynka, której wydawcą jest Magdalena Turowska. Powstał również teledysk do utworu. Kozioł równolegle grał na lirze korbowej w zespołach Maćko Korba, Yerba Mater i Masala Sound System. Z nimi także koncertował. W 2004 roku zmienił się skład Są Gorszych. Dołączył klawiszowiec Kamil Barański, zaś w 2006 r. po odejściu Marty Żołądź w grupie występował skrzypek Jacek Dzwonkowski. Zespół od kilku lat przygotowywał swoją pierwszą płytę długogrającą. W aranżacjach miały pojawić się wpływy chilloutu, jazzu i elementy piosenki aktorskiej. 22 października 2006 roku Mariusz Kozioł uczestniczył w wypadku samochodowym i zmarł w wyniku obrażeń 31 października. Do wypadku doszło, gdy z zespołem Yerba Mater jechał na koncert Polskiej Akcji Humanitarnej w Krakowie. Spadkobierczyni nieżyjącego księdza Twardowskiego, Aleksandra Iwanowska zabroniła wydawać i wykonywać jego wiersze, co uniemożliwiło zespołowi wydanie płyty. Od śmierci Mariusza Kozioła zespół wziął udział tylko w koncercie Ku Mańkowi, poświęconym pamięci zmarłego muzyka.

## Wybrane nagrody i wyróżnienia
- I miejsce (najlepszy zespół, najlepsza piosenka) dla Są Gorszych na XXXVI Ogólnopolskiej Giełdzie Piosenki Turystycznej w Szklarskiej Porębie
- I miejsce na Ogólnopolskim Turnieju Recytatorskim i Poezji Śpiewanej im. Skamandrytów w Połczynie Zdroju
- I miejsce na Piaseczeńskim Zlocie Piosenki Różnej
- I miejsce na Turnieju Poezji Śpiewanej w Dąbrowie Górniczej;
- II miejsce dla Są Gorszych na IX Festiwalu Twórczości Studenckiej w Katowicach (5 kwietnia 2003 r.)
- III miejsce dla Są Gorszych na IV Ogólnopolskim Przeglądzie Piosenki Poetyckiej w Oleśnie (11 października 2003 r.)
- III miejsce dla Karoliny Sklorz i zespołu Są Gorsi na XIII Zimowej Giełdzie Piosenki w Opolu
- III miejsce dla Karoliny Sklorz z zespołem (Są Gorsi) na III Ogólnopolskim Przeglądzie Piosenki Poetyckiej w Oleśnie (19 października 2002 r.)
- IV miejsce dla Są Gorszych na III Ogólnopolskim Przeglądzie Piosenki Poetyckiej w Oleśnie (19 października 2002 r.)
- Wyróżnienie dla Mariusza Kozioła - kompozytora piosenki Pejzaż jesienny wykonywanej przez Karolinę Sklorz z zespołem (Są Gorsi) na II Ogólnopolskim Przeglądzie Piosenki Poetyckiej w Oleśnie (13-14 października 2001 r.)
- Wyróżnienie na radomskiej Łaźni
- Nagroda Rektora Uniwersytetu Opolskiego dla Są Gorszych na XIII Zimowej Giełdzie Piosenki w Opolu
- Nagroda Rektora Politechniki Opolskiej dla Karoliny Sklorz na XIII Zimowej Giełdzie Piosenki w Opolu
- Nagroda specjalna męskiej części jury dla Agnieszki Biniek na XXXVI Ogólnopolskiej Giełdzie Piosenki Turystycznej w Szklarskiej Porębie.

## Wybrany repertuar
- Bar
- Będzie
- Bliscy i oddaleni
- Boże
- Daj się modlić
- Dziękuję
- Jakie to smutne
- Jesienny pejzaż (sł. Zbigniew Kelniarz)
- Kiedy mówisz
- Parasolka
- Pełnia wzgórz (sł. Jerzy Harasymowicz)
- Powieszony pomylony
- Prośba
- Pytania
- Spotkania
- Zaufałem drodze
- Zwyczajny

## Dyskografia

### Dema i EP
- 2003 Spotkania, Kiedy mówisz, Boże, Będzie

### Kompilacje
- 2003 Mandarynka[6]
- 2007 Jesteś kołem – Maniek[7]